# Ancenis
Ancenis är en kommun i departementet Loire-Atlantique i regionen Pays de la Loire i nordvästra Frankrike. Kommunen ligger i kantonen Ancenis som tillhör arrondissementet Ancenis. År 2015 hade Ancenis 7 510 invånare.

## Befolkningsutveckling
Antalet invånare i kommunen Ancenis
| Referens: INSEE |